# 2012-es U17-es labdarúgó-Európa-bajnokság
A 2012-es U17-es labdarúgó-Európa-bajnokságot Szlovéniában rendezték meg 2012. május 4. és május 16. között.
Az Európa-bajnokság jelenlegi címvédője Hollandia volt. A tornán 1995. január 1-je után született játékosok vehettek részt.

## Selejtezők
A selejtezőket két körben játszották le.
A végső döntőt selejtezők előzik meg, melyek két lépcsőben történnek: a selejtezők és az elit kör. A fordulók során 52 nemzet válogatottja verseng, hogy a hét továbbjutó csapat egyike legyen. Így alakul ki a házigazdával együtt a döntő nyolc csapata.

## Résztvevők
| - Belgium - Franciaország - Grúzia - Hollandia | - Izland - Lengyelország - Németország - Szlovénia (rendező) |

## Csoportkör

### A csoport
| Csapat        | M | Gy | D | V | G+ | G– | Gk | P |
| ------------- | - | -- | - | - | -- | -- | -- | - |
| Németország   | 3 | 3  | 0 | 0 | 5  | 0  | +5 | 9 |
| Grúzia        | 3 | 1  | 1 | 1 | 2  | 2  | 0  | 4 |
| Franciaország | 3 | 0  | 2 | 1 | 3  | 6  | –3 | 2 |
| Izland        | 3 | 0  | 1 | 2 | 2  | 4  | –2 | 1 |

| 2012. május 4. 18:30 (UTC+2) |

| Grúzia | 0–1               | Németország |
| ------ | ----------------- | ----------- |
|        | (0–0) Jegyzőkönyv | Meyer 59'   |

| Stožice Stadion, Ljubljana Játékvezető: Ivan Kružliak (szlovák) |

| 2012. május 4. 18:30 (UTC+2) |

| Franciaország          | 2–2               | Izland                        |
| ---------------------- | ----------------- | ----------------------------- |
| Chemlal 7' Martial 56' | (1–0) Jegyzőkönyv | Birgisson 66' Hermannsson 77' |

| Domžale Stadion, Domžale Játékvezető: Alan Mario Sant (máltai) |

| 2012. május 7. 17:30 (UTC+2) |

| Franciaország | 1–1               | Grúzia                       |
| ------------- | ----------------- | ---------------------------- |
| Lemar 67'     | (0–1) Jegyzőkönyv | Chechelasvili 30' (11-esből) |

| Domžale Stadion, Domžale Játékvezető: Harald Lechner (osztrák) |

| 2012. május 7. 18:30 (UTC+2) |

| Izland | 0–1               | Németország  |
| ------ | ----------------- | ------------ |
|        | (0–1) Jegyzőkönyv | Stendera 20' |

| Stožice Stadion, Ljubljana Játékvezető: Emir Alecković (Bosznia-hercegovinai) |

| 2012. május 10. 19:30 (UTC+2) |

| Németország               | 3–0               | Franciaország |
| ------------------------- | ----------------- | ------------- |
| Meyer 54' 56' Dittgen 62' | (0–0) Jegyzőkönyv |               |

| Stožice Stadion, Ljubljana Játékvezető: Marius Avram (román) |

| 2012. május 10. 19:30 (UTC+2) |

| Izland | 0–1               | Grúzia          |
| ------ | ----------------- | --------------- |
|        | (0–1) Jegyzőkönyv | Dartsimelia 74' |

| Domžale Stadion, Domžale Játékvezető: Mattias Gestranius (finn) |

### B csoport
| Csapat        | M | Gy | D | V | G+ | G– | Gk | P |
| ------------- | - | -- | - | - | -- | -- | -- | - |
| Hollandia     | 3 | 1  | 2 | 0 | 3  | 1  | +2 | 5 |
| Lengyelország | 3 | 1  | 2 | 0 | 2  | 1  | +1 | 5 |
| Belgium       | 3 | 1  | 1 | 1 | 3  | 2  | +1 | 4 |
| Szlovénia     | 3 | 0  | 1 | 2 | 3  | 7  | –4 | 1 |

| 2012. május 4. 14:00 (UTC+2) |

| Lengyelország | 1–0               | Belgium          |
| ------------- | ----------------- | ---------------- |
|               | (0–0) Jegyzőkönyv | M. Stępiński 65' |

| Športni park Lendava, Lendva Játékvezető: Mattias Gestranius (finn) |

| 2012. május 4. 20:15 (UTC+2) |

| Szlovénia   | 1–3               | Hollandia                  |
| ----------- | ----------------- | -------------------------- |
| Zahovič 74' | (0–2) Jegyzőkönyv | Vloet 13' Lumu 35' Aké 61' |

| Ljudski vrt Stadion, Maribor Nézőszám: 8 132 Játékvezető: Marius Avram (román) |

| 2012. május 7. 17:00 (UTC+2) |

| Hollandia | 0–0         | Belgium |
| --------- | ----------- | ------- |
|           | Jegyzőkönyv |         |

| Ljudski vrt Stadion, Maribor Játékvezető: Ivan Kružliak (szlovák) |

| 2012. május 7. 20:15 (UTC+2) |

| Szlovénia   | 1–1               | Lengyelország |
| ----------- | ----------------- | ------------- |
| Šauperl 26' | (1–1) Jegyzőkönyv | Rabiega 10'   |

| Športni park Lendava, Lendva Játékvezető: Alan Mario Sant (máltai) |

| 2012. május 10. 17:30 (UTC+2) |

| Hollandia | 0–0         | Lengyelország |
| --------- | ----------- | ------------- |
|           | Jegyzőkönyv |               |

| Športni park Lendava, Lendva Nézőszám: 537 Játékvezető: Emir Alecković (Bosznia-hercegovinai) |

| 2012. május 10. 17:30 (UTC+2) |

| Belgium                               | 3–1               | Szlovénia      |
| ------------------------------------- | ----------------- | -------------- |
| Schrijvers 2' Gerkens 53' Dierckx 80' | (1–1) Jegyzőkönyv | Stojanović 13' |

| Ljudski vrt Stadion, Maribor Játékvezető: Harald Lechner (osztrák) |

## Egyenes kieséses szakasz

### Elődöntők
| 2012. május 13. 17:30 (UTC+2) |

| Németország  | 1–0               | Lengyelország |
| ------------ | ----------------- | ------------- |
| Goretzka 34' | (1–0) Jegyzőkönyv |               |

| Stožice Stadion, Ljubljana Nézőszám: 1 629 Játékvezető: Emir Alecković (Bosznia-hercegovinai) |

| 2012. május 13. 20:30 (UTC+2) |

| Hollandia              | 2–0               | Grúzia |
| ---------------------- | ----------------- | ------ |
| Hendrix 79' Haye 80+2' | (0–0) Jegyzőkönyv |        |

| Stožice Stadion, Ljubljana Nézőszám: 1 500 Játékvezető: Marius Avram (román) |

### Döntő
| 2012. május 16. 18:00 (UTC+2) |

| Németország                      | 1–1 (h. u.)       | Hollandia                                      |
| -------------------------------- | ----------------- | ---------------------------------------------- |
| Goretzka 45'                     | (0–0) Jegyzőkönyv | Acolatse 80+1'                                 |
| Büntetőpárbaj                    |                   |                                                |
| Sarr Werner Itter Stendera Kempf | 4–5               | Huser Ake Acolatse Hendrix Trindade de Vilhena |

| Stožice Stadion, Ljubljana Nézőszám: 11 674 Játékvezető: Ivan Kružliak (szlovák) |

| A 2012-es U17-es labdarúgó-Európa-bajnokság győztese |
| ---------------------------------------------------- |
| HOLLANDIA 2. cím                                     |

## Gólszerzők
3 gólos
- Max Meyer

2 gólos
- Leon Goretzka

1 gólos
| - Tuur Dierckx - Pieter Gerkens - Siebe Schrijvers - Mohamed Chemlal - Thomas Lemar - Anthony Martial - Chiaber Chechelasvili - Dato Dartsimelia | - Max Dittgen - Marc Stendera - Gunnlaugur Birgisson - Hjörtur Hermannsson - Elton Acolatse - Nathan Aké - Thorn Haye - Jorrit Hendrix | - Jeroen Lumu - Rai Vloet - Vincent Rabiega - Mariusz Stępiński - Bian Paul Šauperl - Petar Stojanović - Luka Zahovič |  |

### Végeredmény
A hazai csapat eltérő háttérszínnel kiemelve.
| Helyezés | Csapat        | M | Gy | D | V | G+ | G– | Gk | P  |
| -------- | ------------- | - | -- | - | - | -- | -- | -- | -- |
| Arany    | Hollandia     | 5 | 2  | 3 | 0 | 6  | 2  | +4 | 9  |
| Ezüst    | Németország   | 5 | 4  | 1 | 0 | 7  | 1  | +6 | 13 |
| Bronz    | Lengyelország | 4 | 1  | 2 | 1 | 2  | 2  | 0  | 5  |
| Bronz    | Grúzia        | 4 | 1  | 1 | 2 | 2  | 4  | –2 | 4  |
| 5.       | Belgium       | 3 | 1  | 1 | 1 | 3  | 2  | +1 | 4  |
| 6.       | Franciaország | 3 | 0  | 2 | 1 | 3  | 6  | –3 | 2  |
| 7.       | Izland        | 3 | 0  | 1 | 2 | 2  | 4  | –2 | 1  |
| 8.       | Szlovénia     | 3 | 0  | 1 | 2 | 3  | 7  | –4 | 1  |